# آرتوش قازاریان
آرتوش واسیلی قازاریان (ارمنی: Արտուշ Վասիլի Ղազարյան؛ زادهٔ ۱۸ فوریهٔ ۱۹۵۲) یک  سیاستمدار اهل ارمنستان است که از تاریخ ۱۹۹۰ تا تاریخ ۱۹۹۵ سمت نمایندگی دوره اول شورای عالی جمهوری ارمنستان را برعهده داشت.

## زندگی‌نامه
در	۱۸ فوریهٔ ۱۹۵۲  در ارمنستان به دنیا آمد . 